# 始州
始州，南北朝、隋朝、唐朝设置的州。
萧梁分南梁州設安州。治所在南安郡南安县（今四川剑阁县）。辖境约当今四川省剑阁县。西魏废帝三年（大统二十年，554年），夺得安州，始通巴蜀，改安州为始州（治所在今四川省剑阁县），领4郡（普安、黄原、安都、潼川）6县（普安、水归、胡原、黄安、茂陵、武連）。北周始州属于利州总管府。
隋朝大业三年（607年），改始州为普安郡。唐武德元年（618年），复称始州，属利州总管（都督）府，下辖普安县、永归县、临津县、梓潼县、武连县、阴平县、黄安县七县。贞观六年（632年）罢都督府，改属剑南道。圣历二年（699年）新增剑门县（今四川省剑阁县剑门关镇）。先天二年（713年）改始州为剑州，“取剑阁为名也”。
唐朝始州刺史
- 李瑊（武德年间）
- 裴之隐（武德、贞观年间）
- 刘师立（640年之前）
- 欧阳胤（贞观年间）
- 严哲（贞观年间）
- 卢朗闰（贞观年间）
- 武惟良（显庆年间—666年）
- 陶大举（675年—679年）
- 樊庆德（武周时）